# Ацакан (муниципалитет)
Ацакан (исп. Atzacan) — муниципалитет в Мексике, штат Веракрус, расположен в Горном регионе. Административный центр — город Ацакан.